# Delma impar
Delma impar är en ödleart som beskrevs av Fischer 1882. Delma impar ingår i släktet Delma och familjen fenfotingar. IUCN kategoriserar arten globalt som sårbar. Inga underarter finns listade i Catalogue of Life.
Arten förekommer i södra och sydöstra Australien men den saknas på Tasmanien. Habitatet utgörs av gräsmarker och av områden med träd och gräs.
Individerna gräver i marken och de vilar ofta mellan gräsklumpar eller stenar. De äter insekter. Delma impar blir könsmogen efter 2 till 4 år och den kan leva 10 år.